# Gnorimus flavitarsis
Gnorimus flavitarsis är en skalbaggsart som beskrevs av Leon Fairmaire 1887. Gnorimus flavitarsis ingår i släktet Gnorimus och familjen Cetoniidae. Inga underarter finns listade i Catalogue of Life.